# Sceloenopla rectelineata
Sceloenopla rectelineata is een keversoort uit de familie bladkevers (Chrysomelidae). De wetenschappelijke naam van de soort werd in 1929 gepubliceerd door Maurice Pic.